# Llista d'arxius de contingut web

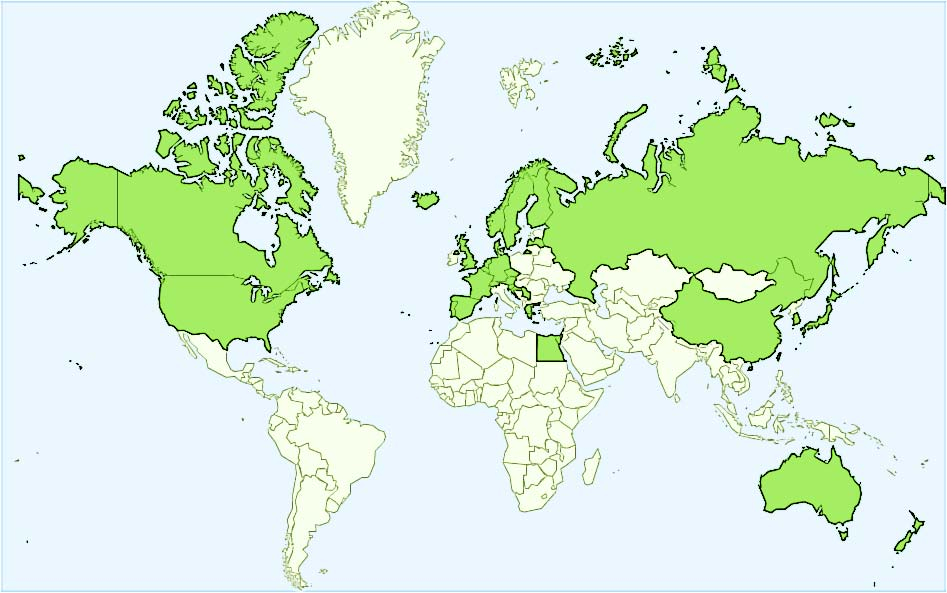
Mapa de les iniciatives d'arxius de contingut web del món al juny de 2014.

Aquesta pàgina conté una llista d'iniciatives de web archiving d'arreu del món. Per a una lectura més fàcil la informació està dividida en tres taules: iniciatives de web archiving, data arxivada i mètodes d'accés.
Aquesta pàgina de la Viquipèdia va ser originalment generada mitjançant els resultats obtinguts pel diari A sourvey on web archiving publicada per http://arquivo.pt/ (l'arxiu web portugués).

## Iniciatives d'arxiu web
| Nom                                                                                | País                          | Any de creació | Teconologies | Nombre de treballadors | Comentaris |
| ---------------------------------------------------------------------------------- | ----------------------------- | -------------- | --- | ---------------------- | --- |
| Arxiu web australià                                                                | Austràlia                     | 1996           | Sistema d'arxiu digital Pandora (PANDAS), NLA Trove, HTTrack                                                                  | 10 >5                  | L'arxiu PANDORA, amb un sistema selectiu, és un programa col·laboratiu entre 10 agències que proveeixen un staff mensual d'aproximadament 10 FTE. Amb suport de la Biblioteca nacional d'Austràlia; o.25 persones al mes. En col·laboració amb l'Internet Archive s'han dut a terme des del 2005 recollides de domini web utilitzant Heritrixi Wayback. |
| Projecte PROMISE                                                                   | Bèlgica                       | 2017           | |                        | El projecte PROMISE és un projecte de dos anys que explorarà els problemes legals, polítics, tècnics i científics relacionats amb l'arxiu de la web belga. Els objectius del programa són a) establir un pilot per l'arxiu de la web belga b) identificar les millors maneres per dur a terme l'arxiu web c) identificar casos del estudi científic de l'arxiu web d) dur a terme recomanacions per la implementació d'un servei d'arxiu web sostenible. El projecte va ser iniciat per la Royal Library of Belgium i dels Arxius estatals de Bèlgica en col·laboració amb la Universitat de Ghent (Grup de recerca de mitjans, innovació i comunicació i el Centre Digital d'Humanitats), la Universitat de Namur (Centre de recerca de la informació, dret i societat)i el University college Bruxelles-Brabant (Unitat de recerca i de formació en ciències de la informació i la comunciació). |
| Pagefreezer.com                                                                    | Canadà, Estats Units i Europa | 2006           | Buscador de la deep web Pagefreezer, Hadoop, Cassandra, Elastic Search                                                        | 25                     | Es tracta d'un sistema sota demanda per les empreses per archivar i repetir llocs web, blogs, Ajax, Flash, audio, vídeo i xarxes socials per a la protecció de litigis, E-discovery i compliment de la normativa amb FDA, FINRA, FSA, SEC, SOX, normes federals de proves i lleis de gestió de registres. |
| Webpreserver.com                                                                   | Internacional                 | 2015           | WebPreserver Arxivat 2018-04-01 a Wayback Machine.                                                                            |                        | El complement del webbrowser de Chrome i el servei basat en web per recollir pàgines web autenticades i legalment admissibles i pàgines de mitjans socials per a eDiscovery. Les instantànies web es poden exportar a EDRM-XML, WARC, PDF i HTML natiu. Els serveis de WebPreserver.com permeten als equips legals organitzar, etiquetar i col·laborar les proves digitals capturades amb l'eina WebPreserver. |
| OoCities-GeoCities archive/GeoCities mirror                                        | Alemanya                      |                | |                        | |
| Web@rchive Austria                                                                 | Austria                       | 2008           | NetarchiveSuite, Heritrix, OpenWayback                                                                                        | 1                      | |
| Deutsche Nationalbibliothek                                                        | Alemanya                      | 2012           | Tools of oia GmbH | 3                      | El rastreig per a l'arxiu web selectiu és realitzat per l'empresa alemanya oia GmbH. L'accés està restringit a les sales de lectura de la Biblioteca Nacional Alemanya. |
| DILIMAG (Digital Literature Magazines)                                             | Austria                       | 2007           | WebCurator Arxivat 2015-02-19 a Wayback Machine.                                                                              | 2                      | Un tècnic, un per a la recollida i metadades. |
| Biblioteca i Arxius Nacionals del Quebec (BAnQ)                                    | Canadà                        | 2012           | Hetrix, Wayback |                        | 2 bibliotecaris, 2 desenvolupadors. |
| Programa d'arxius web a la Llibreria i Arxius de Canada.                           | Canadà                        | 2005           | Hetrix i Wayback | 8                      | L'arxivatge web a Canadà és una activitat legislativa que es duu a terme amb finalitats de conservació digital a la secció 8 (2) de la Biblioteca i Arxiu de la Llei de Canadà. Quatre bibliotecaris, dos arxivers, un tècnic i un desenvolupador treballen en el programa a temps parcial. L'arxivatge web a la Biblioteca i arxius de Canadà també s'utilitza per efectuar el dipòsit legal. |
| Web Information Collection and Preservation - WICP (Arxiu web xinès)               | Xina                          | 2003           | Hetrix, Wayback i NutchWax Arxivat 2015-06-26 a Wayback Machine.                                                              |                        | |
| Arxiu Web de Croàcia (Hrvatski arhiv weba - HAW)                                   | Croàcia                       | 2004           | Cerca: DAMP software, Heritrix Accès: Wayback, Lucene                                                                         | 2 2                    | L'Arxiu web croat (HAW) és una col·lecció de continguts recollits a Internet. El 2004, l'Arxiu va començar com un concepte de captura selectiva de recursos web. Les collites completes de domini .hr s'han realitzat anualment des de 2011. Així com la collita temàtica/d'esdeveniment per a esdeveniments d'interès nacional. El contingut de l'Arxiu està disponible públicament a través del lloc web HAW. (2 bibliotecaris a temps complet, 1 bibliotecari a temps parcial, NUL), 2 professionals de TI a temps parcial (SRCE - Universitat de Zagreb, Centre d'Informàtica Universitària) |
| Webarchiv (Llibreria Nacional de la República Txeca)                               | República Txeca               | 2000           | Heritrix, Wayback and WA Admin.                                                                                               | 4 2                    | 1 gerent, 2,5 comissaris + 0,5 tècnics |
| Netarkivet                                                                         | Dinamarca                     | 2005           | NetarchiveSuite, Heritrix, Free text search using Solr, and Wayback.                                                          | ~ 23 = 7.5 FTE         | ~ 23 persones involucrades (desenvolupadors, comissaris web, personal d'operacions, gestors de projectes, tot el temps parcial). |
| Arxiu web d'Estònia                                                                | Estònia                       | 2010           | Heritrix, Squidwarc, Wayback.                                                                                                 | 4                      | Des de 2006, la Llei de Dipòsits Jurídics permet que la Biblioteca Nacional d'Estònia reculli els llocs web d'Estònia com a còpia de dipòsit legal. S'ha permès que el contingut recollit estigui disponible públicament. La nova Llei de còpia de dipòsit legal va entrar en vigor el 2017 i des de llavors només es permet l'accés públic d'acord amb el permís dels propietaris de drets d'autor dels llocs. |
| Arxiu web finlandès                                                                | Finlàndia                     | 2008           | Heritrix, Solr, Wayback. | 2 >2                   | Mantingut per la Biblioteca Nacional de Finlàndia. Anualment, tots els dominis * .fi es recullen, així com els servidors web ubicats a Finlàndia. Fora d'aquestes collites, la biblioteca selecciona manualment llocs web rellevants. |
| BnF - BnF Dipósit web legal                                                        | França                        | 2006           | Heritrix, Wayback, NutchWAX, Arxivat 2015-06-26 a Wayback Machine. NetarchiveSuite, BCWeb.                                    | 10                     | |
| Ina (Institut National de l'Audiovisuel)                                           | França                        | 2009           | Cerca: PhagoSite, Crocket based on Firefox, Fantomasbased on PhantomJS/ Accès: Vortex / Search: Dowserbased on Elasticsearch  | 7                      | Staff of 80 documentalists taking part in nominating sites and QA |
| E-diaspora (Télécom ParisTech, FMSH)                                               | França                        | 2010           | Crawl: PhagoSite | 1                      | 30 investigadors que participen en llocs de nominació |
| Internet memory Foundation                                                         | França, PaÏsos Baixos         | 2004           | IM large scale crawler, Heritrix, IM Access software. Storage of Web Content: Hbase                                           |                        | Monitorització de rastreigs, desenvolupadors i infraestructures, administrador i administració. |
| Internet Memory Research (ATN service)                                             | França                        | 2011           | IM large scale crawler, Heritrix, IM Access software. Storage of Web Content: Hbase                                           |                        | Seguiment de rastreig (QA, enginyeria de rastreig, gestió de projectes), desenvolupadors i infraestructures, administrador i administració |
| Bibliotheksservice-Zentrum Baden-Württemberg                                       | Alemanya                      | 2003           | Archive-It | 1                      | Migració a l'arxiu-a partir del 2017. Les dades s'emmagatzemen permanentment a San Francisco (Arxiu-It), així com a la infraestructura d'emmagatzematge a Baden-Württemberg. |
| Arxiu web de German Bundestag                                                      | Alemanya                      | 2005           | |                        | |
| Islàndia                                                                           | Islàndia                      | 2004           | Heritrix, OpenWayback |                        | |
| Biblioteca Nacional d'Irlanda                                                      | Irlanda                       | 2011           | Heritrix | 1                      | La Biblioteca Nacional d'Irlanda selecciona de manera selectiva llocs web irlandesos d'importància acadèmica, cultural i política a través del seu Arxiu Web de NLI. |
| Arxiu Web d'Israel                                                                 | Israel                        | 2011           | Heritrix, Web curator tool, Wayback, Rosetta                                                                                  | 1 >3                   | Biblioteca Nacional d'Israel recopilant dominis '.IL', 1 administrador de projectes a temps parcial, 1 líder tècnic a temps complet, 1 temps parcial de bibliotecari, 1 IT part de la infraestructura |
| Web Archiving Project (WARP, The National Diet Library)                            | Japó                          | 2002           | Heritrix, Wayback, Solr. Previously: Wget, Accela BizSearch                                                                   | 9 1                    | Llançada el 2002 com a projecte pilot, WARP (Web Archiving Project) ha estat en funcionament a gran escala des de l'any 2006. Va començar l'arxiu web dels llocs oficials d'institucions segons la legislació d'abril de 2010. |
| Biblioteca Nacional de Corea OASIS (Online Archiving & Searching Internet Sources) | Corea                         | 2001           | Sistema propi basat en Oracle DBMS i motor de cerca especialitzat (IRS) que realitza la gestió de dades i la funció de cerca. | 3 11                   | |
| Biblioteca Nacional de Luxemburg                                                   | Luxemburg                     | 2015           | Heritrix, Wayback | 2                      | La biblioteca nacional de Luxemburg duu a terme rastres amplis bianuals per al domini .lu, així com rastreigs selectius i basats en esdeveniments. Els llocs web que es recullen a l'Arxiu Web enriqueixen les col·leccions patrimonials de la biblioteca nacional, que permet la preservació de publicacions digitals per a les generacions futures. L'objectiu general és preservar la web luxemburguesa i mantenir la seva informació permanentment disponible. |
| Koninklijke Bibliotheek                                                            | PaÏsos Baixos                 | 2006           | Heritrix, Web Curator Tool, Wayback, KB e-Depot system                                                                        | 10                     | 1 enginyer de rastreig, i 9 especialistes en recaptació, tot a temps parcial (equivalent a 1,3 a temps complet). El KB recull selectivament llocs de recerca holandesos i valor cultural. |
| Biblioteca Nacional de Lituània                                                    | Lituània                      | 2005           | Web Curator Tool and Wayback                                                                                                  | 1                      | Actualment només emmagatzema per a la preservació, l'accés al públic en desenvolupament (ETA, juny de 2012). El terme letó per a la captura web és "rasmošana |
| Arxiu Web de Nova Zelanda                                                          | Nova Zelanda                  | 1999           | Web Curator Tool, Heritrix, Rosetta                                                                                           | 3 10                   | La recol·lecció selectiva és realitzada per la Biblioteca Nacional de Nova Zelanda mitjançant l'eina Web Curator. Tres llocs web de personal de cultiu a temps complet i una sèrie de publicacions en règim personal recollides en serials HTML o monografies HTML. Les collites de domini nacional s'han realitzat bianualment en col·laboració amb l'Arxiu d'Internet des de 2008. El personal de serveis tècnics respon a les sol·licituds del servei de servei tal com es presenten. Els problemes d'arxiu web són gestionats per personal que treballa amb Rosetta |
| Biblioteca Nacional de Noruega                                                     | Noruega                       |                | |                        | |
| Netherlands Institute for Sound and Vision(Sound and Vision) web archive           | Països Baixos                 | 2011           | Heritrix, Elasticsearchfor full-text index, Drupal for front-end                                                              | 7                      | Sound & Vision ha participat en projectes d'arxiu web des de 2008, començant pel projecte de recerca de la UE LiWA]. Després d'un parell de pilots, els projectes d'arxiu web es van ampliar el 2014. |
| Rhizome (organization)                                                             | Estats Units                  | 2009           | ArtBase, Webrecorder, Oldweb.Today                                                                                            | 3 1                    | Rhizome opera un programa de preservació digital, encapçalat per Dragan Espenschied, que se centra en la creació d'eines de programari lliure i de codi obert per descentralitzar l'arxivat web i les pràctiques de preservació del programari i garantir l'accés a les seves col·leccions d'art digital nascut. Oldweb.Today i Webrecorder són les seves eines enfocades específicament a l'arxivat web. |